# The Strange Case of Mary Page
The Strange Case of Mary Page é um seriado estadunidense de 1916, no gênero policial, dirigido por J. Charles Haydon. O seriado, produzido em Chicago pela Essanay Company, veiculou nos cinemas entre 24 de janeiro e 1 de maio de 1916, e atualmente é considerado perdido. Foi o único seriado produzido pela Essanay Company.
Em 1916, Frederick Lewis lançou o livro The Strange Case Of Mary Page, com cenas do seriado e ilustrações de Fanny Munsell, pela Grosset e Dunlap (Nova York).

## Sinopse
Contado em flashbacks, o seriado retrata o assassinato de um empresário teatral (Sydney Ainsworth). Edna Mayo interpreta Mary Page, uma esperançosa garota do show business, acusada do assassinato, e Henry B. Walthall, o seu namorado, passa a ser um advogado de defesa notável. O futuro astro de Western Edmund Cobb aparece no elenco de apoio, que também inclui Harry Dunkinson como um gerente de palco e John Cossar como promotor.

## Elenco

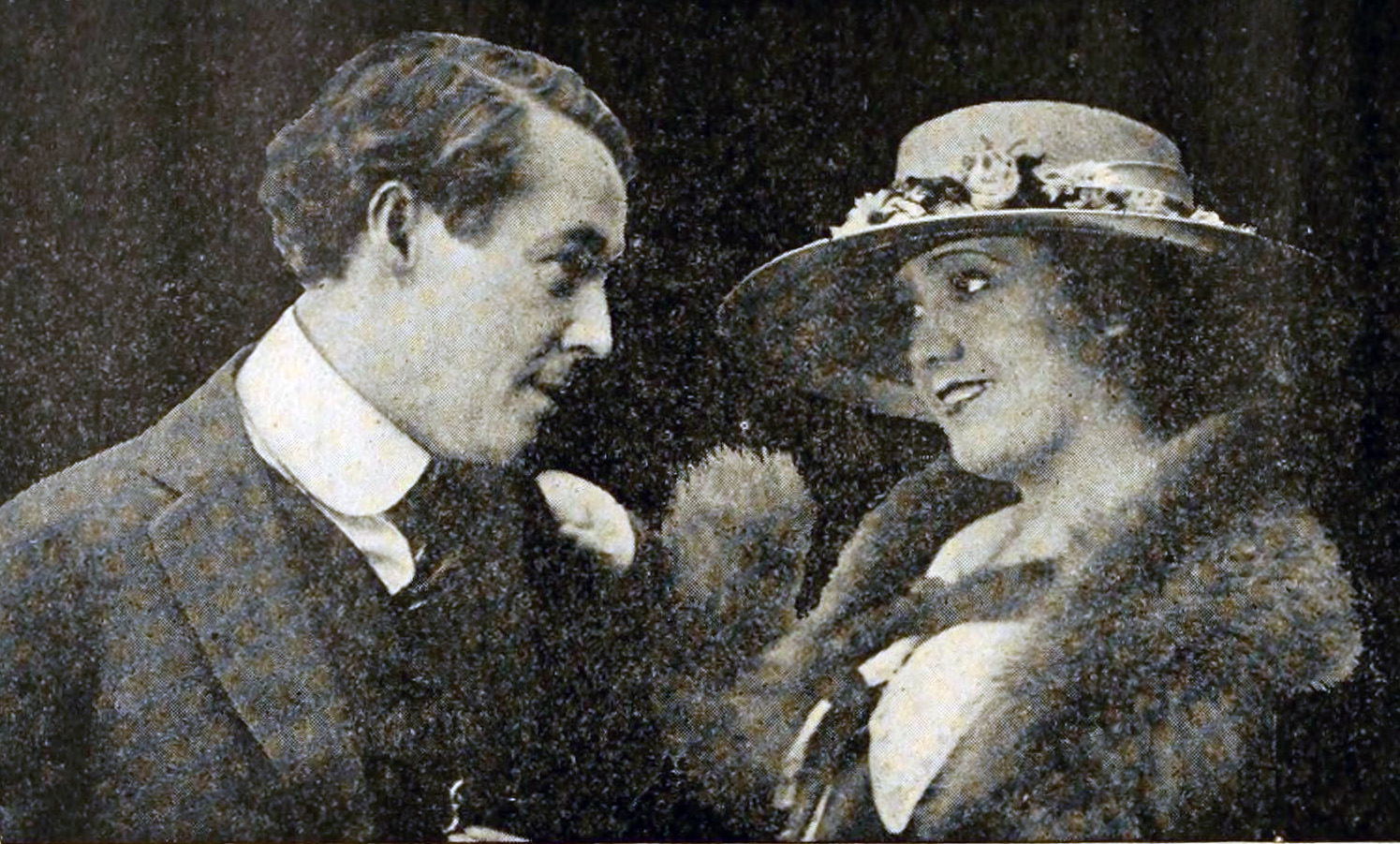
Henry B. Walthall e Edna Mayo

- Henry B. Walthall - Phil Langdon, advogado
- Edna Mayo - Mary Page
- Sidney Ainsworth - David Pollock
- Harry Dunkinson - E.H. Daniels
- John Cossar - Advogado de acusação
- Frank Dayton - Dan Page
- Frances Raymond - Mrs. Page
- John Thorn - Jim Cunningham
- Arthur W. Bates - jovem Gambler
- Edmund Cobb
- Frank Hamilton
- Frank Benedict (creditado como Francis Benedict)
- William Chester
- Virginia Valli (creditada como Miss Valli, foi seu primeiro filme)
- Thomas Commerford - Juiz
- Jessie Jones
- Honus Smith
- Edward Arnold - Dr. Foster (Cap. 5)
- Richardson Cotton - Jurado (Cap. 5)
- Ernest Cossart

## Capítulos
1. The Tragedy
2. The Trail
3. The Web
4. The Mark
5. The Alienist
6. The Depths
7. A Confession
8. The Perjury
9. The Accusing Eye
10. The Clue
11. The Raid
12. The Slums
13. Dawning Hope
14. Recrimination
15. The Verdict